# Nataša Ćorović
Nataša Ćorović (* 7. Mai 1999 in Nikšić, BR Jugoslawien) ist eine montenegrinische Handballspielerin, die dem Kader der montenegrinischen Nationalmannschaft angehört.

## Karriere

### Im Verein
Ćorović begann im Alter von zehn Jahren das Handballspielen beim montenegrinischen Verein ŽRK Levalea 2010, der in ihrer Geburtsstadt beheimatet ist. Später gehörte die Rückraumspielerin dem Kader der Erstligamannschaft an, die sie als Kapitänin auf das Spielfeld führte. Nachdem Ćorović in der Saison 2020/21 die drittmeisten Treffer in der höchsten Spielklasse erzielt hatte, wurde sie vom montenegrinischen Spitzenverein ŽRK Budućnost Podgorica unter Vertrag genommen. Mit Budućnost gewann sie 2022 und 2023 die montenegrinische Meisterschaft sowie 2022 und 2023 den montenegrinischen Pokal. Im Mai 2023 schloss sich Ćorović dem ägyptischen Verein al Ahly SC an, mit dem sie kurz darauf den dritten Platz in der CAHB Champions League belegte. Seit der Saison 2023/24 steht sie beim deutschen Bundesligisten BSV Sachsen Zwickau unter Vertrag.

### In Auswahlmannschaften
Ćorović nahm mit der montenegrinischen Juniorinnennationalmannschaft an der U-19-Europameisterschaft 2017 sowie an der U-20-Weltmeisterschaft 2018 teil. Mittlerweile gehört sie dem Kader der montenegrinischen A-Nationalmannschaft an. Ihre erste Turnierteilnahme mit der montenegrinischen Auswahl war bei der Weltmeisterschaft 2021, bei der sie drei Treffer erzielte. Im darauffolgenden Jahr gewann sie bei der Europameisterschaft 2022 die Bronzemedaille. Ćorović gehörte bei allen acht Turnierspielen dem montenegrinischen Aufgebot an, jedoch erhielt sie mit insgesamt elf Spielminuten nur wenige Spielanteile. Mit Montenegro nahm sie an der Weltmeisterschaft 2023 teil und belegte den siebten Platz.

### Sonstiges
Nataša Ćorović hat sieben Geschwister, die bis auf die älteste Schwester alle Handball spielen. Ihre Schwester Nada Ćorović spielt ebenfalls professionell Handball.